# 바나힐

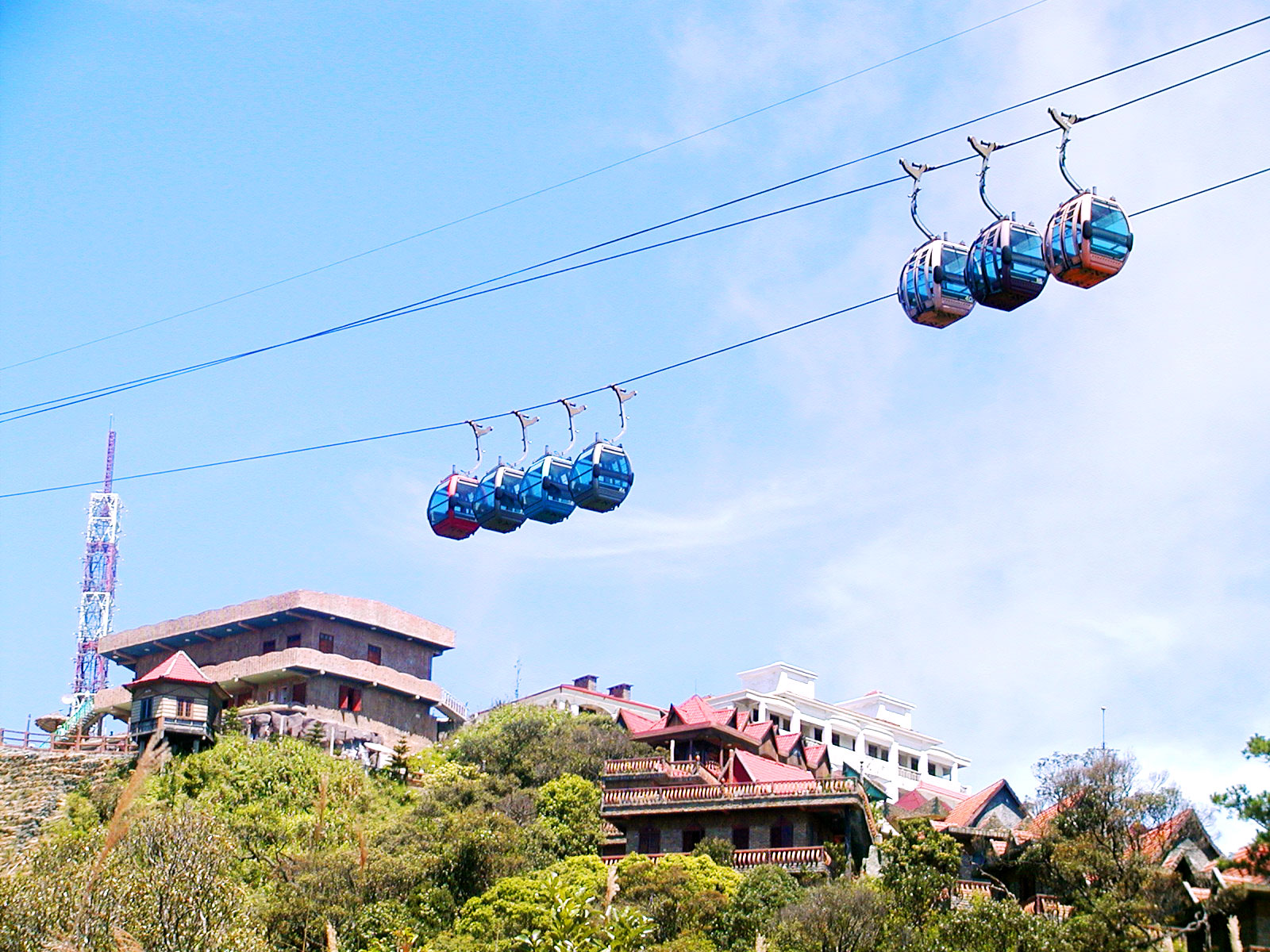
바나 리조트 케이블카

바나힐역(또는 바나힐)은 베트남 중부의 다낭시 서쪽의 안남산맥에 위치한 케이블카 역이자 리조트다. 지역 관광 당국은 이곳을 ‘다낭의 달랏’이라고 광고를 했었으며, 이 역은 1919년 프랑스 식민지 사람들에 의해 설립되었다. 식민지 개척자들은 프랑스 관광객들을 위한 휴양 목적지로 사용하기 위한 리조트를 건설했었다. 해발 1500미터 위에 위치해 있으며, 그것은 동해와 주변 산맥이 보이는 경관을 갖고 있다.
바나힐역은 다낭에서 42km, 높이 1,485m에 위치해 있다. 리조트의 고도 상승으로 기온이 크게 낮아져 해안 주변 환경보다 10~15도 정도 더 춥다. 하얀 관음상이 높이 솟아있는 린웅사(靈應寺)가 역 근처에 있으며, 인근에 케이블카가 있어 리조트를 오가는 관광객들을 실어 나른다.
2013년 3월 29일 개통된 바나 케이블카는 길이 5,801m로 가장 긴 논스톱 단일 트랙 케이블카 세계 기록을 보유하고 있다. 이곳의 가장 최신 관광명소는 골든 브릿지(꺼우방)이다.

## 갤러리

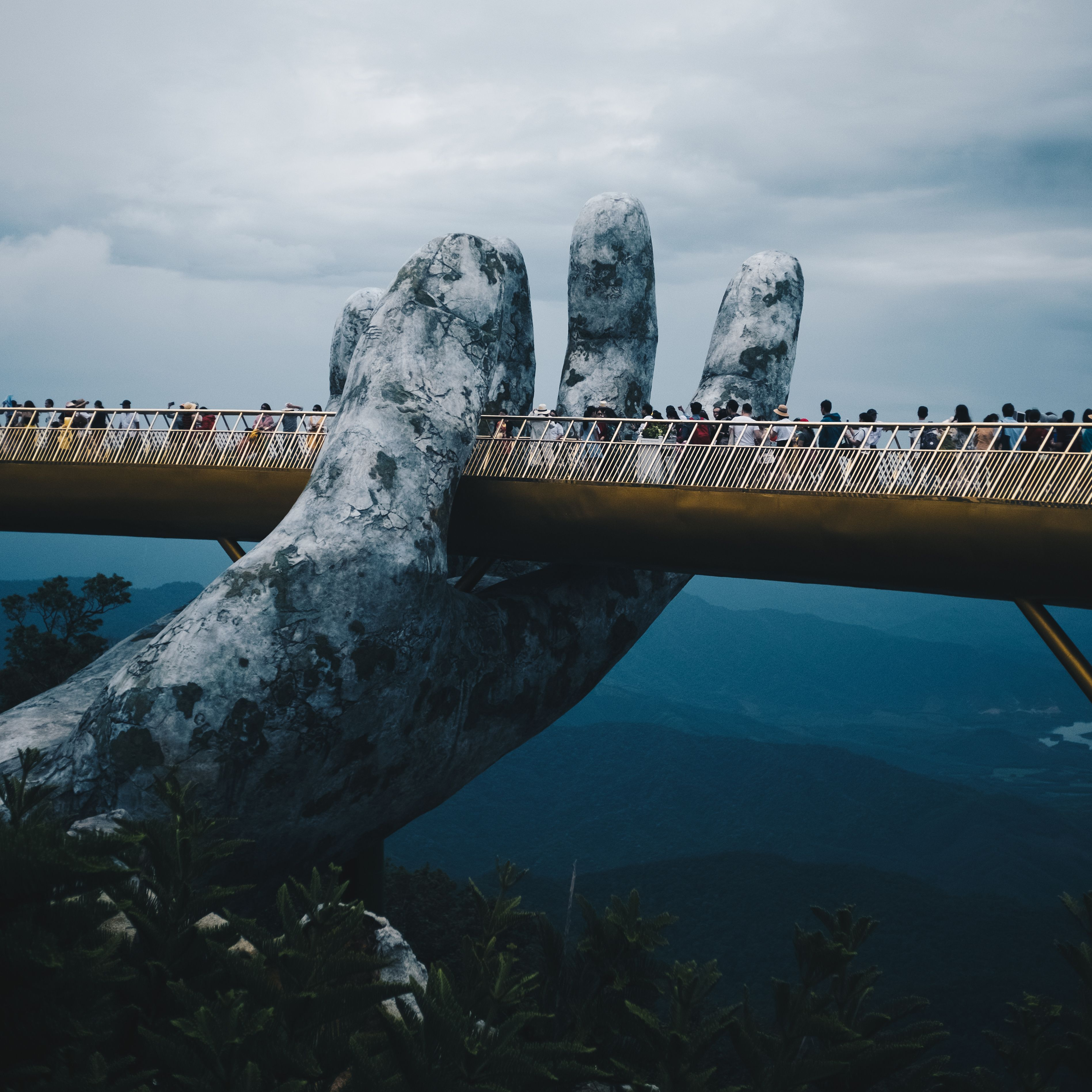
바나힐의 골든 브릿지
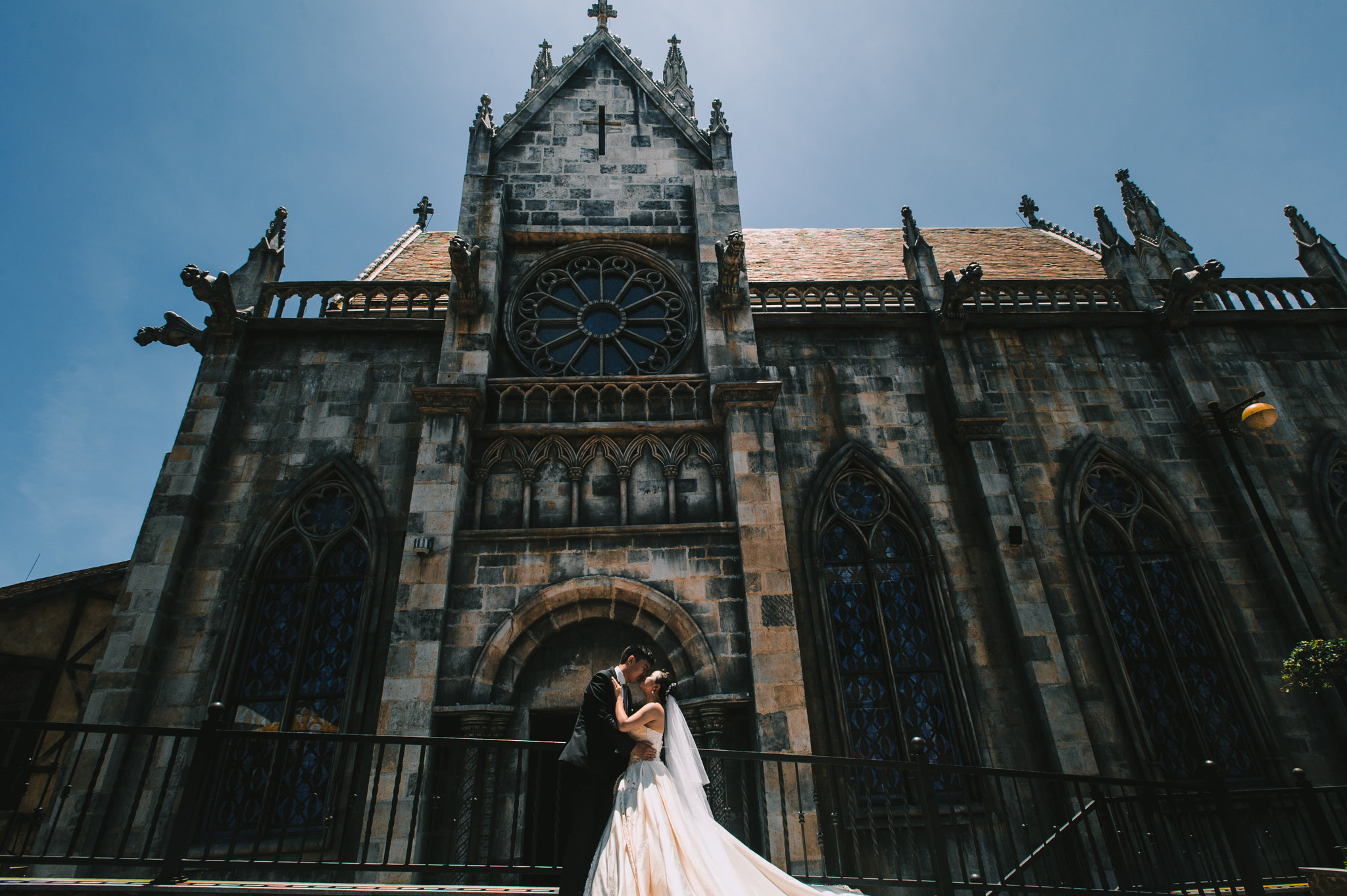
교회
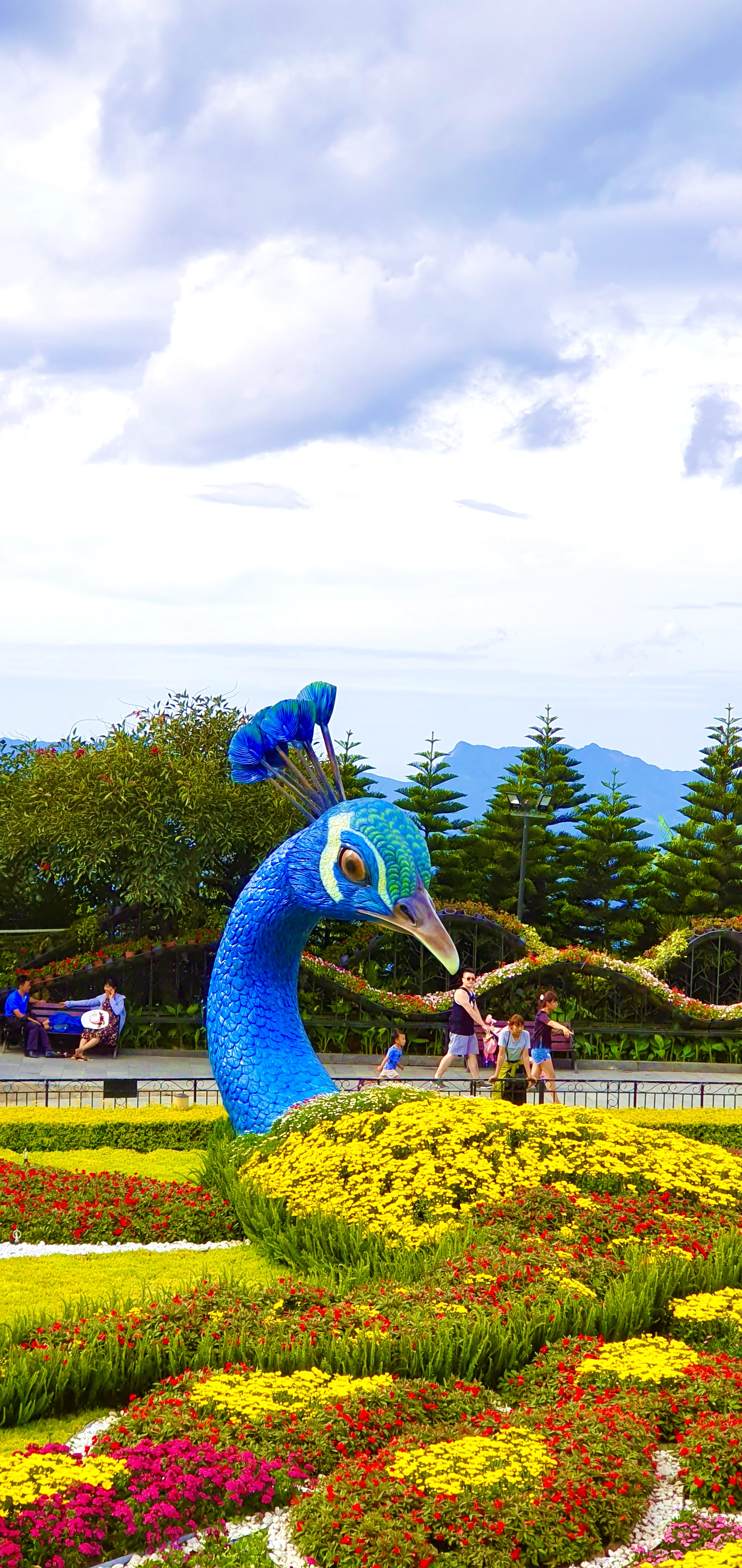
바나힐 공원의 모습
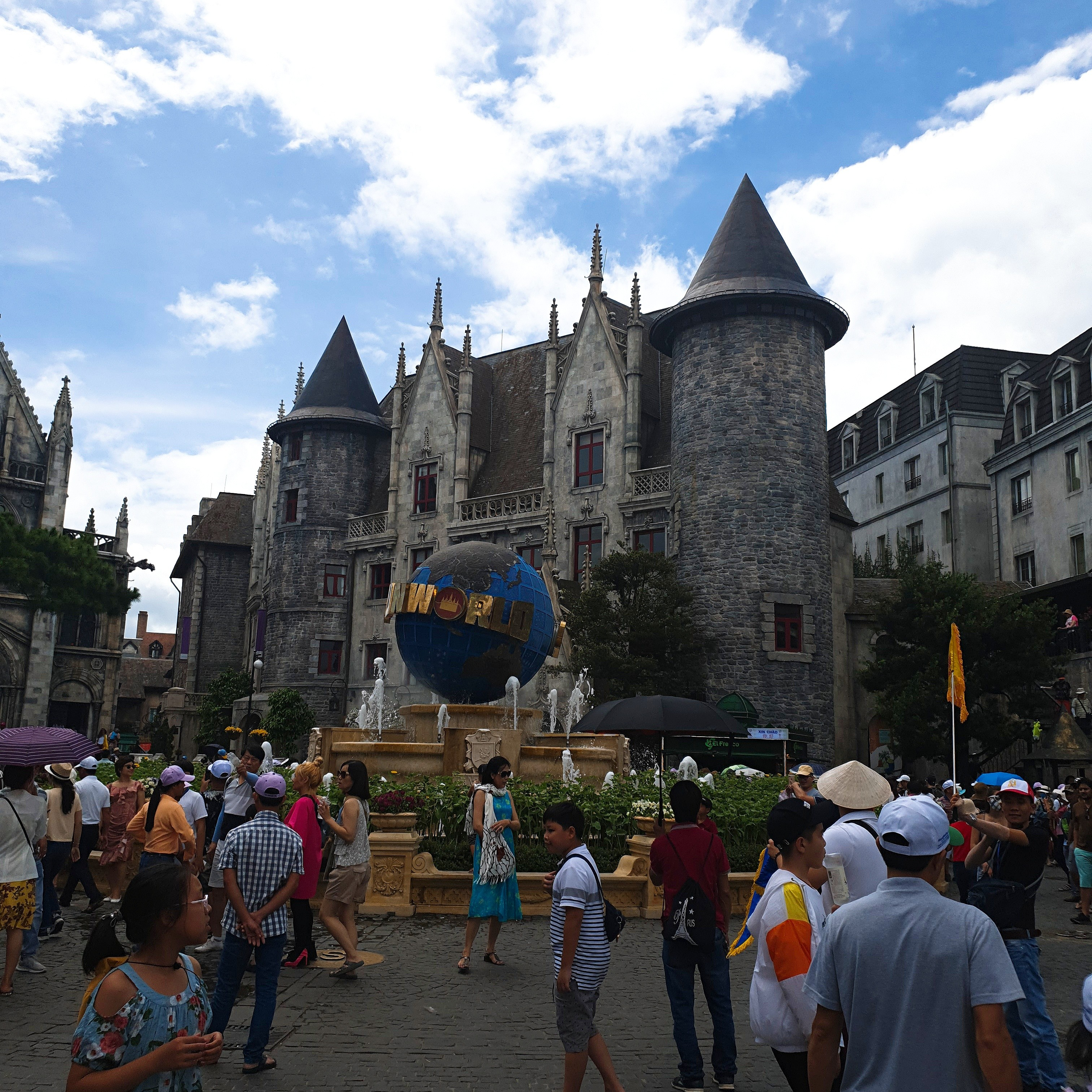
바나힐 썬월드 광장의 모습